# الدوري البلغاري الممتاز 1963-64
الدوري البلغاري الممتاز 1963-64 (بالبلغارية: „А“ група 1963/64)‏ هو الموسم 40 من الدوري البلغاري الممتاز. أشرف على تنظيمه اتحاد بلغاريا لكرة القدم، وكان عدد الأندية المشاركة فيه 16، وفاز فيه نادي لوكوموتيف صوفيا.